# Зелиньский, Людвик
Людвик Зелиньский (пол. Ludwik Zieliński, герба Циолек; 1808 — 2 апреля 1873, Львов) — польский литератор. Отец Владислава и Ярослава Зелиньских и Ольги Зелиньской, известной как Ольга Янина.
Начал свою деятельность в Галиции как странствующий книготорговец. В 1830 г. опубликовал в Пшемысли драму «Гонсальво из Кордовы, или Взятие Гранады» (пол. Gonzalw z Korduby czyli zdobycie Grenady) — стихотворное переложение одноимённой пьесы Жан-Пьера Флориана. В 1835—1842 гг. издавал во Львове литературный журнал «Львовянин» (пол. Lwowianin), изобиловавший мистификациями из польской истории (вплоть до публикации будто бы подлинного портрета князя Ягайла с его автографом). В этот же период, после того, как генерал-губернатор Дмитрий Бибиков потребовал от польской шляхты в Юго-Западном крае заново подтвердить своё происхождение, занялся подделкой старинных гербов и жалованных грамот эпохи короля Казимира III. В 1841 г. опубликовал книгу «Исторические сувениры» (пол. Pamiątki historyczne krajowe) с отчасти документальным, отчасти вымышленным описанием ряда польских исторических событий, в 1842 г. — историческую повесть «Карл XII, король шведский, во Львове в 1704 году» (пол. Karol XII. król szwedzki we Lwowie r. 1704). В том же году скандал вокруг подделок и мистификаций Зелиньского, инициированный ещё в 1839 г. памфлетом Августа Белёвского и продолженный публикациями Ю. И. Крашевского и А. Грозы, наконец завершился полным уничтожением его репутации, и Зелиньский, закрыв свой журнал, с вырученными деньгами покинул Львов.
На протяжении 1843—1851 гг. совершил серию торговых и правовых сделок, в результате которых стал владельцем городка Любыча-Крулевская в Галиции. Владел им до 1868 г. Выстроил в городке собственную усадьбу, где в 1853—1855 гг. работал учителем музыки у детей Зелиньского Вилем Блодек, на протяжении 1850-х гг. часто бывал, пользовался библиотекой и впервые столкнулся с литературным миром будущий писатель Ян Лям. Также построил в городке часовню Вознесения Господня, а на фаянсовой мануфактуре наладил производство изделий религиозного и светского назначения для окрестных еврейских общин.
Почётный корреспондент Императорской публичной библиотеки (1858).